# Daidalosz
A Daedalus átirányítás ide. Egyéb jelentéseit lásd Daedalus (egyértelműsítő lap).

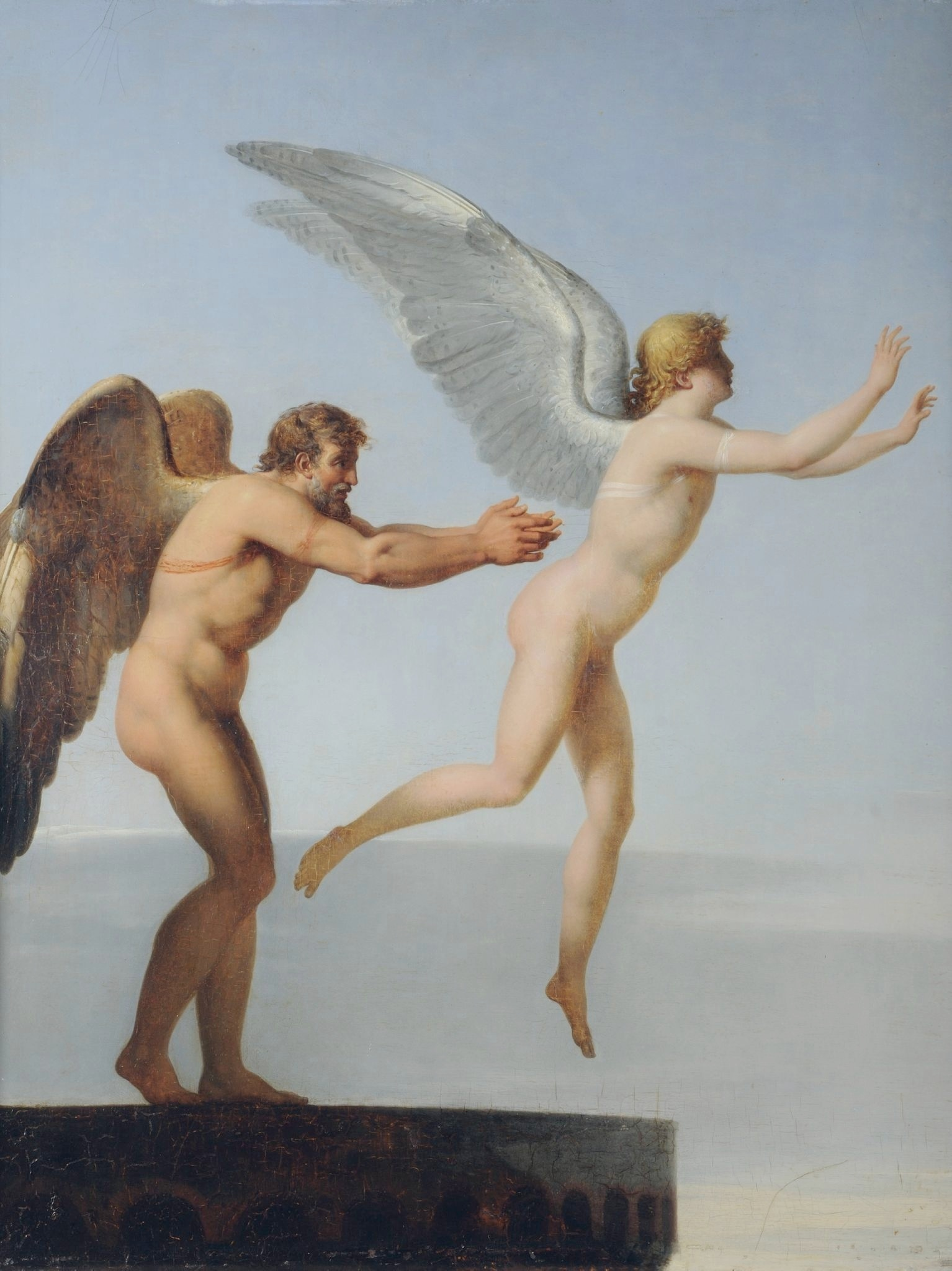
Icarus és Daedalus
Charles Paul Landon
festménye, 1799

Daidalosz (görög betűkkel Δαίδαλος, latinosan Daedalus, etruszk változata Taitle) mitikus görög képfaragó, kézműves,  művész. Az ókori hagyomány úgy tartja, hogy  ő találta fel a fafaragást, a fejszét, a fúrót. Ő faragott először lépő lábakkal, nyitott szemekkel, elálló kezekkel emberi alakokat. A szájhagyomány több istenszobrot Daidalosz alkotásának tart.
A monda szerint Athénban született és itt találta fel az asztalosmesterséget is. Unokaöccsét, Talószt (Oinopión király egyik fiát, és egyben tanítványát, a fazekaskorong és a fűrész feltalálóját), megölte, letaszította az athéni Akropoliszról, mivel az veszélyeztette hírnevét. Az athéniak bosszújától tartva Kréta szigetére  menekült, ahol Minósz királynak ajánlotta szolgálatait. A király felesége, Pasziphaé akkoriban vétkes szerelemre gyulladt egy bika iránt, akit a tengeristen Poszeidón küldött hozzá, és megkérte Daidaloszt, hogy készítsen számára  fából egy belül üreges tehenet. A királynő bűnös szerelméből megszületett a félig ember, félig bika alakú Minótaurosz. A szörnyeteget az emberek szeme elől a Labirintusba rejtették, amelyet Daidalosz épített. Ő tanácsolta Ariadnénak,  miként mentse ki a labirintusból Thészeuszt, ezért a király bezárta a mestert és fiát Ikaroszt az útvesztőbe, és csak  az őrök megvesztegetése árán juthattak ki a szabadba.
Elhatározták, hogy madártollakból viasszal és mézzel összeragasztott szárnyakkal átszelik a tengert, és Szicíliába repülnek. Útközben azonban Ikarosz túl közel került a Naphoz, és mivel annak melege megolvasztotta a szárnyakat összetartó viaszt, a fiú lezuhant és a tengerbe veszett. Daidalosz előbb Kümébe, majd Sziciliába került, ahol Kókalosz király szolgálatába állt. Bár a krétai Minosz király üldözőbe vette, Daidalosz megmenekült, mivel a királyt Kókalosz lányai megölték. Ikarosz partra sodort holttestét Héraklész találta meg, aki eltemette, Daidalosz ezért hálából életnagyságú szobrot faragott róla.
A mitikus történetek alapja feltehetőleg egy, az i. e. 2. évezredben működött krétai építész és egy i. e. 6. századi szobrász alakjának keveredése.